# 47 de l'Ossa Major b
47 de l'Ossa Major b (47 Ursae Majoris b) o Taphao Thong, és un planeta extrasolar que es troba a aproximadament 46 anys llum de la Terra a la constel·lació de l'Ossa Major. El planeta es va descobrir orbitant l'estrella 47 Ursae Majoris, amb un període orbital llarg. El planeta és actualment el més interior conegut del sistema planetari de 47 UMa. 47 Ursa Majoris b va ser descobert el gener de 1996 i té una massa com a mínim 2,53 vegades la de Júpiter.

## Descobriment
47 Ursae Majoris b va ser descobert, com la majoria dels planetes extrasolars coneguts, detectant els canvis en la velocitat radial de l'estrella. Això es va aconseguir analitzant l'efecte Doppler de l'espectre de 47 Ursae Majoris. El descobriment va ser anunciat el 1996.
Fou anomenat Taphao Thong per la Unió Astronòmica Internacional a proposta de la The Thai Astronomical Society (Societat Astronòmica Tailandesa). Rep el nom de Taphao Thong, una de les dues germanes protagonistes del conte popular tailandès de Chalawan.

## Òrbita i massa

Òrbites del sistema planetari de 47 Ursae Majoris. 47 UMa b és el planeta més interior.

47 Ursae Majoris b orbita a una distància de 2,10 ua la seva estrella, tardant 1.078 dies o 2,95 anys en completar una revolució. Va ser el primer planeta de període llarg a ser detectat al voltant d'una estrella de seqüència principal. Contràriament a la major part dels planetes extrasolars coneguts, la seva excentricitat orbital és baixa.

## Característiques físiques
Donada la gran massa del planeta, és possible que 47 Ursae Majoris b sigui un gegant gasós sense superfície sòlida. Com que el planeta només s'ha detectat indirectament, es desconeixen característiques com el seu radi, composició i temperatura. A causa de la seva massa és probable que tingui una gravetat superficial de 6–8 vegades la de la Terra. Assumint una composició similar a la de Júpiter i un entorn proper a l'equilibri químic, s'espera que l'atmosfera superior del planeta tingui núvols d'aigua, al contrari que els d'amoníac típics de Júpiter.
Tot i que 47 Ursae Majoris b es troba fora de la zona habitable de l'estrella, la seva influència gravitacional pertorbaria les òrbites dels planetes a la part exterior de la zona habitable. A més a més, podria haver pertorbat la formació de planetes terrestres i reduït els nivells d'aigua als planetes interiors del sistema. Per tant, és probable que els planetes situats a la zona habitable de 47 Ursae Majoris siguin petits i secs.
S'ha teoritzat que refleccions de llum i emissions infraroges de 47 UMa b, juntament amb influència de marea, podrien escalfar satèl·lits en òrbita al voltant seu per ser habitables, encara que el planeta estigui a la zona habitable generalment acceptada.